# KkStB 169 sorozat
A kkStB 169 sorozat egy fogaskerekesgőzmozdony-sorozata volt az osztrák Császári és Királyi Osztrák Államvasutaknál (k. k. Staatsbahnen, kkStB), amely mozdonyok eredetileg a Reichenberg-Gablonz-Tannwalder Eisenbahn-tól (RGTE)származtak.

## Története
A Floridsdorfi Mozdonygyár 1901-ben szállított a Tannwald–Grünthal (Tannwalder Zahnradbahn) fogaskerekű vasút részére három négycsatlós, Abt rendszerű fogaskerekű mozdonyt. A gépek 21G, 22G, 23G  pályaszámokat és a DESSENDORF, IGNAZ, GINZKEY és POLAUN neveket kaptak.
A vasútvonal 1902-es államosítása után a mozdonyokat a kkStB előbb a 69.50–52, majd 1905-től a 169.50–52 pályaszámok alá osztották be.
Az első világháború után a mozdonyok a Csehszlovák Államvasutakhoz kerültek a ČSD 404.0 sorozatba. A második világháború alatt a Német Birodalmi Vasútnál (DRB) 97.601-603 pályaszámokon üzemeltek.
A mozdonyok 1962-ig eredeti pályaszakaszukon üzemeltek, amikor az új gyártású sebességváltós SGP gyártású T 426.0 sorozatú dízelmozdonyok felváltották őket a szolgálatban.
1911-től szellőztető turbinát próbáltak ki a mozdonyokon, hogy csökkentsék a mozdonyszemélyzet nagy füstterhelését az emelkedőkön és a hosszú alagutakban. A turbina felszívta a friss levegőt a mozdony alól és befújta a vezetőfülkébe. Nyilvánvaló, hogy ennek a szellőztetésnek a hatása nem volt megfelelő, így a következő sorozatba már nem szerelték be. Jó minőségű, alacsony hamu és füstképző szén alkalmazásával sikerült az alagutakban csökkenteni a füstterhelést.
A sorozatból a 404 003 pályaszámú mozdony maradt meg, és a Prágai Nemzeti Műszaki Múzeum őrzik Prágában. A mozdony jelenleg működésképtelen múzeumi kiállítási tárgy Jaroměřban a Vasúti Múzeumban.

## Fordítás
Ez a szócikk részben vagy egészben  a   kkStB 169 című német Wikipédia-szócikk fordításán alapul.  Az eredeti cikk szerkesztőit annak laptörténete sorolja fel. Ez a jelzés csupán a megfogalmazás eredetét és a szerzői jogokat jelzi, nem szolgál a cikkben szereplő információk forrásmegjelöléseként.